# Frédéric Sy
Charles Frédéric Edouard Sy (* 31. Januar 1861 in Paris; † 7. Februar 1945 in Caluire-et-Cuire) war ein französischer Astronom.

## Leben und Werk
Frédéric Sy wurde am 31. Januar 1861 in Paris als Sohn des Kaufmanns Edouard Sy und seiner Ehefrau Louise Thérèse Périer im 9. Arrondissement von Paris geboren.

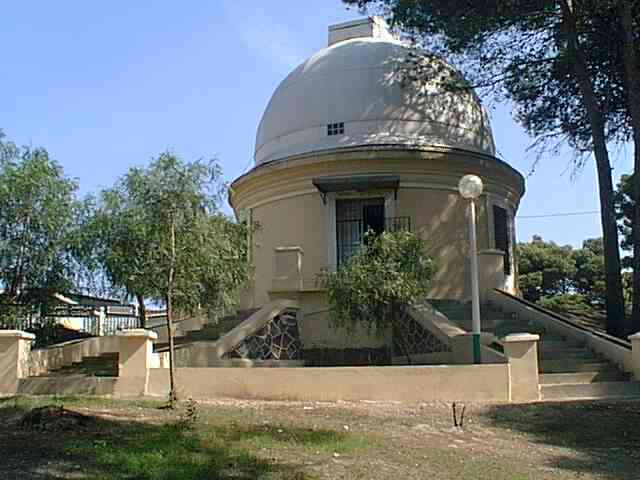
Das Observatorium von Algier

Von 1879 bis 1887 war Sy am Pariser Observatorium tätig. Anschließend arbeitete er bis 1918 in Algerien als Assistent am Observatorium von Algier (Observatoire astronomique de Bouzaréah), wo er eng mit dem Astronomen François Gonnessiat zusammenarbeitete. Während seiner Zeit in Algier widmete er sich intensiv der Erforschung von Kleinplaneten und Kometen.
Sy ist besonders bekannt für die Entdeckung der Asteroiden (858) El Djezaïr und (859) Bouzaréah, die er beide im Jahr 1916 im Hauptgürtel entdeckte. Der erste Asteroid, El Djezaïr, wurde am 26. Mai 1916 entdeckt und nach dem arabischen Namen für Algier benannt. Der zweite Asteroid, Bouzaréah, wurde am 2. Oktober 1916 entdeckt und trägt den Namen des Stadtteils, in dem sich das Observatorium befindet.
Im Jahr 1919 wurde Frédéric Sy mit dem Valz-Preis (Prix Valz) der Französischen Akademie der Wissenschaften ausgezeichnet, eine Anerkennung für seine bedeutenden Beiträge zur Astronomie.
Sy veröffentlichte zahlreiche Arbeiten über kleinere Asteroiden und Kometen, die in Fachzeitschriften erschienen. Allein im Bulletin astronomique (heute Astronomy & Astrophysics) veröffentlichte er 56 Arbeiten zwischen 1886 und 1915.
Frédéric Sy starb am 7. Februar 1945, wenige Tage nach Vollendung seines 84. Lebensjahres, in der Gemeinde Caluire-et-Cuire in der Metropolregion Lyon.
Zu seinen Ehren wurde im Jahr 1951 der neu entdeckte Asteroid (1714) Sy nach ihm benannt.

## Familie
Sy war zweimal verheiratet. Seine erste Ehe schloss er im Oktober 1886 im Alter von 17 Jahren in Paris mit Léonie-Louise-Jeanne Gazano (* 1848). Sie starb nach wenigen Ehejahren 1893 in Algier. Im folgenden Jahr heiratete Sy die aus Lyon stammende Pauline Mottet (1863–1949).